# Međunarodna zračna luka Fuzuli
Međunarodna zračna luka Fuzuli (azerski: Füzuli beynəlxalq hava limanı) je zračna luka u gradu Fuzuliju, u Azerbajdžanu, jedna od sedam međunarodnih zračnih luka u zemlji.

## Povijest
Azerbajdžanska vojska je 17. listopada 2020. ponovno zauzela grad Fuzuli nakon 28 godina okupacije od strane armenskih snaga. Nakon toga, azerbajdžanska vlada pokrenula je proces razminiranja kako bi očistila grad i okolna područja od mina.
Dana 26. studenog 2020., azerbajdžansko Ministarstvo prometa, komunikacija i visokih tehnologija izvijestilo je da je Međunarodna organizacija civilnog zrakoplovstva (ICAO) prihvatila apel Državne uprave za civilno zrakoplovstvo da uključi šest zračnih luka, uključujući aerodrom u Füzuliju, u svoj katalog kodovi međunarodnih zračnih luka. U siječnju 2021. predsjednik Azerbajdžana Ilham Aliyev izdao je dekret o izgradnji međunarodne zračne luke u Fuzuliju. Dana 14. siječnja održana je svečanost polaganja temelja buduće zračne luke. Pista je završena i prvi put korištena 5. rujna 2021. Putnički zrakoplov Airbus A340-500 Azerbaijan Airlinesa i teretni zrakoplov Boeing 747-400 u vlasništvu Silk Way Airlinesa obavili su uspješne probne letove i sletjeli u zračnu luku.